# Blechnum rupestre
Blechnum rupestre là một loài dương xỉ trong họ Blechnaceae. Loài này được Kaulf. ex Link Christenh. mô tả khoa học đầu tiên năm 2011.